# 中華民國海軍敦睦遠航訓練支隊嚴重特殊傳染性肺炎群聚感染事件
中華民國海軍敦睦遠航訓練支隊嚴重特殊傳染性肺炎群聚感染事件是2020年4月18日發生在中華民國海軍敦睦遠航訓練支隊的傳染病事件。本年敦睦遠航訓練支隊有744官兵，於3月5日啟航，在3月12日至15日停靠帛琉共和國參訪，4月9日返國，4月14日開始下船。一名軍人因身體不適，於休假期間自行至診所就醫被確診感染嚴重特殊傳染性肺炎，使整起群聚感染事件被發現。由於敦睦遠航訓練支隊官兵下船休假後未進行相關管制，官兵足跡遍佈全台，引發臺灣本島疫情面臨危機。敦睦遠航訓練支隊以零死亡代價全殲病毒，但確實受到廣泛批評在這次任務中防疫不夠，並有相關人員受到懲處。
5月26日公告疫情調查結果，本次艦隊群聚疫情所有病例皆為磐石軍艦人員，艦上推測發生4波人傳人疫情。共發現36名病毒核酸檢驗陽性之確定病例（男性32名，女性4名，年齡介於20多歲至40多歲），和8名血清抗體陽性之極可能病例。確定病例中最早發病日為抵達帛琉之前，感染源不明。

## 參訪經過

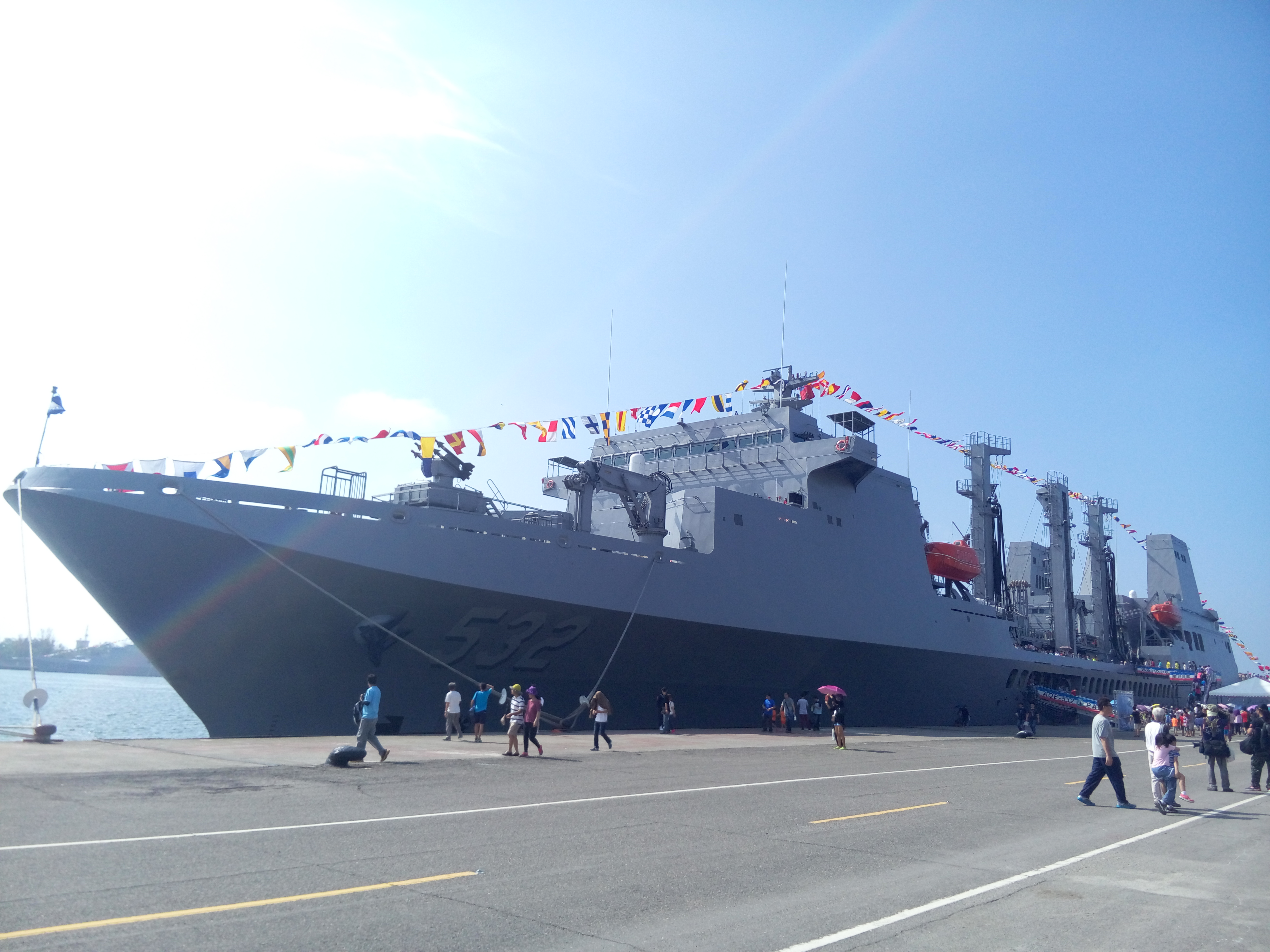
磐石號油彈補給艦(攝於2015年10月)

敦睦遠航訓練支隊於2020年2月20日編隊，由磐石號油彈補給艦擔任旗艦，納編成功級岳飛號巡防艦、康定級康定號巡防艦，3月5日從左營軍港出發，並在12日抵達帛琉共和國，因該國港口限制，由康定艦代表進港；這是該隊第15次訪問帛琉，於3月15日離開帛琉，受疫情影響，只訪問帛琉，於4月9日返回左營軍港，並在船上檢疫六天，於4月15日放行下船，不過放行前一日就開放官兵下船，並有些官兵開始休假。

## 確診
2020年4月18日，中央流行疫情指揮中心確認船上的3名實習官兵感染嚴重特殊傳染性肺炎，其中個案396在4月12日出現頭痛和嗅覺異常情況，下船後立即就醫；個案397在4月初出現呼吸道腫痛、頭痛、流鼻水、咳嗽、嗅覺異常情況，於4月17日就醫；個案398在4月13日出現嗅覺異常情況，也於17日就醫；隨後中華民國國防部緊急召回700名官兵，並全數進行採檢，並於隔日增加21名官兵確診，當時累積達到24名官兵確診，皆在磐石號油彈補給艦，相隔一天後，中央流行疫情指揮中心在於4月21日，公布新增3名官兵確診，之後四日每日皆增加1名官兵確診；5月3日4例；5月4日1例，確診累積達到36名，尚未有其他接觸者確診。

## 感染源調查
最初中央疫情指揮中心判斷感染源來自帛琉共和國，但該國截至4月18日止仍無任一確診病例產生。故未排除有境內感染的可能性，由於3月15日離開帛琉已經一段時間，最初確診的3名未必是第一波感染者，可能需要驗抗體才能確認感染源，由於暫時無法確認境內外感染，中央疫情指揮中心獨立出一個專案，以避免爭議；同時帛琉共和國政府也採檢500名接觸者，新光醫院捐助予帛琉興建的實驗室在4月15日落成，立即投入檢驗，隨後中央流行疫情指揮中心在20日說明有3名官兵驗出抗体，證明最初確診的3名並非第一波感染者，船艦經過消毒後，調查人員實施清查，發現磐石軍艦有148名官兵有艦上看診紀錄，共計226人次，其中有5名官兵有發燒紀錄，隨後病例和醫療紀錄移交予中央疫情指揮中心，而3人驗出抗體的官兵皆有發燒紀錄，有發燒紀錄且驗出抗體的官兵當中最早在3月21日就診，另外康定艦有22名官兵看診紀錄，共計25人次；岳飛艦有15名官兵看診紀錄，共計16人次；總計敦睦遠航訓練支隊有185名官兵就診，累計267人次，隨後對整個艦隊採檢，抗體檢驗同一檢體卻在不同實驗室出現不同結果，5月21日，疫情指揮中心公布另有8名官兵抗體陽性，列入「極可能個案」。
5月26日，疫情指揮中心公布本次敦睦艦隊群聚疫情調查結果。共發現36名病毒核酸檢驗陽性之確定病例和8名血清抗體陽性之極可能病例，所有病例皆為磐石艦人員，該艦已有四波人傳人疫情。確定病例中最早發病日為抵達帛琉之前，且感染源不明，顯示3月當時國內有零星社區感染個案。本次群聚疫情共36名確定病例，男性32名，女性4名，年齡介於20多歲至40多歲。25名有症狀者發病日介於3月10日至4月22日，主要症狀包含：嗅覺異常、咳嗽、喉嚨痛等；另有11名確定病例及3名極可能病例無症狀。調查確定病例之住宿艙間分布，並無特別時間與空間群聚現象，研判住宿艙間並非主要傳播地點，較可能是人員艦上活動空間狹小且密切接觸而傳播。經密切監測與追蹤，本起群聚事件並未造成帛琉及台灣社區次波傳染。

## 應對措施
在3名官兵確診後，使高雄市政府環境保護局和高雄市政府衛生局派出清潔人員及衛生人員前往海軍左營基地門口加強消毒；由於軍隊染疫，國防部已下令要求所有軍人全日戴口罩，國防大學政治作戰學院有敦睦遠航訓練支隊學生，國防部進行全校消毒，並停課兩個星期，漢光演習被延到九月，全國軍人教育召集也被延緩。由於敦睦遠航訓練支隊官兵在15日下船後未隔離，導致至少數千人暴露感染危機，引發臺灣本島疫情面臨危機，為防堵惡化，中央疫情指揮中心通知與敦睦遠航訓練支隊官兵的接觸者，須自主健康管理，隨後各地政府公告確診者足跡後，便針對到過確診者停留場所人士超過15分鐘以上地點，發出簡訊告知須自主健康管理；由於確診官兵到過漢神巨蛋、瑞豐夜市、義大世界購物廣場、家樂福鼎山店、好市多大順店、四維羽球場、小港郵局，高雄市政府在19日下午發出緊急公告要求這些商家須立即廣播告知客人做好健康管理，並採取只出不進的措施。於20日停業消毒一天，之後瑞豐夜市宣布停業到4月22日，以便衛生局作完整疫調，臺南市新光三越台南新天地也有確診官兵進入，因此臺南市政府立即下令封館消毒一天；隨後中央流行疫情指揮中心在4月20日下午公布確診官兵的活動足跡地圖，合計超過30個場所。

## 爭議
由於官兵下船後未居家隔離14天，被質疑為防疫破口，確診者在軍艦上反應身體不適，但國防部卻以一般症狀處理，被部分立法委員批評應變太慢，海軍艦隊在全球疫情蔓延下執意出航，且未通報中央流行疫情指揮中心，立法院外交及國防委員會召集委員指出，嚴重特殊傳染性肺炎不一定發燒，但軍方僅以量測體溫作為篩檢方式，有需要重新檢討；另外，在接獲實習生反映有頭痛、嗅覺異常症狀，但軍方完全沒有處理；另外國防部副部長張哲平上將表示行程中均有配戴口罩，但駐帛琉大使臉書貼文訊息的影片中，官兵並未戴口罩，也沒有保持一公尺的社交距離，4月19日下午國防部海軍司令部副司令梅家樹中將在記者會上鞠躬道歉，表示確實參訪帛琉共和國時沒戴口罩，並且全程沒有做好防疫工作，造成群聚感染，將調查責任歸屬；另外，最初國防部海軍司令部聲稱4月15日才放所有官兵下船，但被質疑有官兵下船消費，國防部海軍司令部一度反駁了這個事實，直到臺南市政府和高雄市政府的疫情調查都指出有官兵在前一天就下船消費了，海軍司令部才承認15日放行前一天就有官兵提前休假下船；去程在全球疫情蔓延下執意出航，雖然有人質疑中華民國外交部對國防部施壓，但外交部在4月21日上午，表示國防部在專業考量下決定出航。
敦睦遠航訓練支隊有官兵確診後，國防部緊急召回官兵的地點也引發爭議，選擇19個集合地點當中，有10個是在學校門口，從國民小學到高級中學都有，其中最受爭議的地點在臺中市立臺中第一高級中學，軍方防疫車在未告知校方的情況下進校園，加上附近人潮眾多，導致當地居民及學生恐慌，因此受到臺中市市長盧秀燕及數位當地民主進步黨立法委員批評。另因當中二名確診官兵到過一中商圈，儘管臺中市政府事後封閉其曾到過的商場，與超商並派人進行全面消毒，但消息傳出後仍引起民眾恐慌，導致商圈的商家生意一落千丈，當地商家因而討論集體向海軍求償。

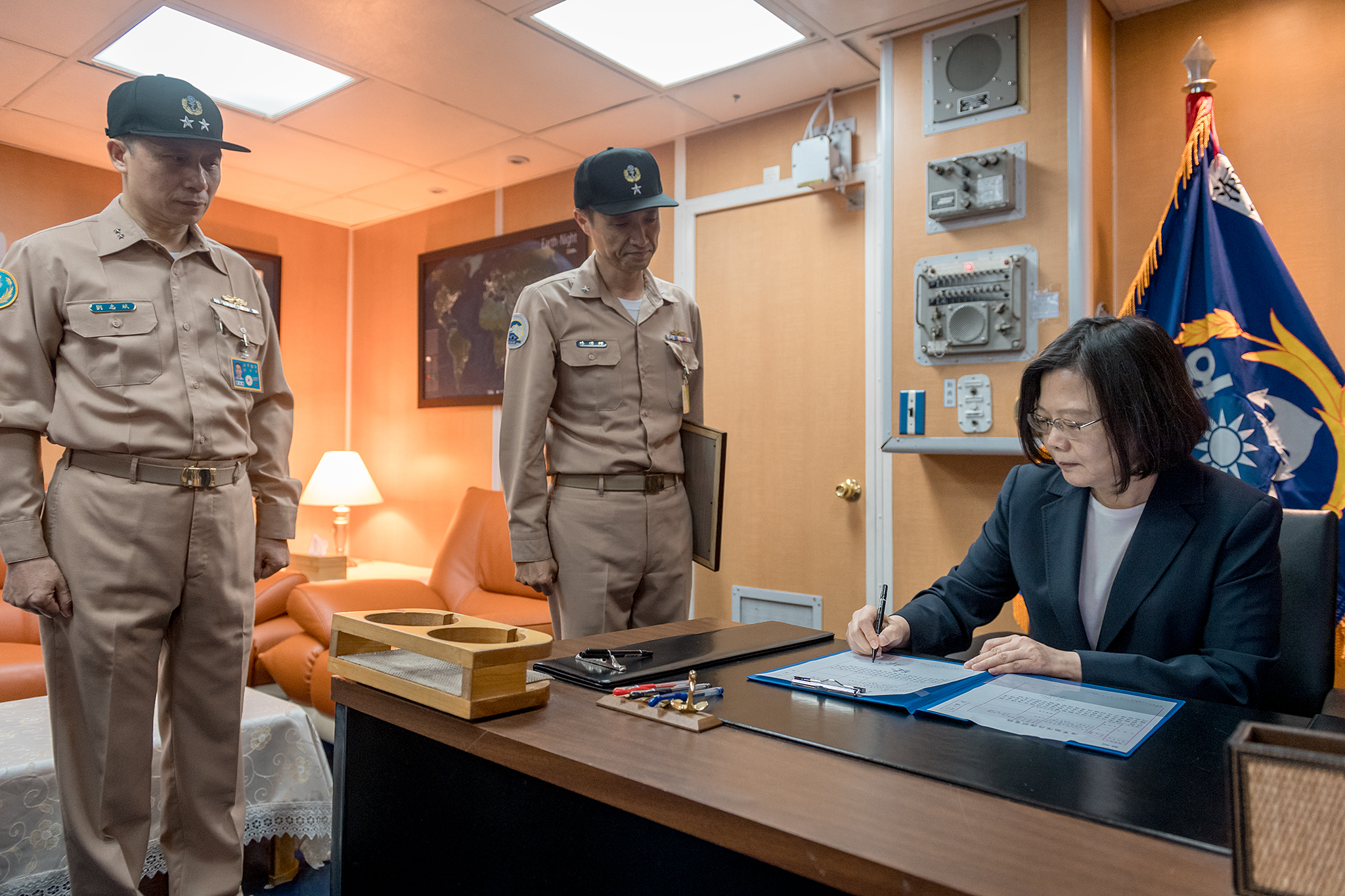
敦睦艦隊事件期間的兩位海軍相關將領：中華民國海軍司令劉志斌上將（左，時任海軍艦隊指揮部中將指揮官）及敦睦艦隊支隊長陳道輝少將（中，時任海軍第一六八艦隊少將艦隊長）於2018年時的合影

時任中華民國國防部部長嚴德發在21日晚間親自召開記者會，對此次群聚感染事件道歉，並說明有「疫情通報不夠落實、聯檢小組沒有落實檢疫、任務期間官兵防疫管理不夠確實、海軍行前防疫措施規劃不足」四項缺失，以及公布首批懲處名單。初步懲處名單為：海軍司令劉志斌上將自請處分，海軍艦隊指揮部指揮官高嘉濱中將、支隊長陳道輝少將等兩人調離現職。隔日下午立法院外交及國防委員會朝野決議，成立「109年敦睦艦隊磐石艦新冠肺炎染疫專案調閱小組」，由立法院介入針對國防部相關單位疏失的調查，隨後國防部宣布從4月23日開始至案情結束前，每日召開記者會。

## 相關頁面
- 嚴重特殊傳染性肺炎臺灣疫情
- 2019冠状病毒病海军舰艇疫情
- 嚴重特殊傳染性肺炎美國海軍西奧多·羅斯福號航空母艦疫情（英语：2020_coronavirus_pandemic_on_USS_Theodore_Roosevelt）
- 嚴重特殊傳染性肺炎法國海軍戴高樂號航空母艦疫情（英语：2020_coronavirus_pandemic_on_Charles_de_Gaulle）